# Disprósio
O disprósio é um elemento químico metálico de símbolo Dy e de número atómico igual a 66 (66 protões e 66 eletrões), com massa atómica 162,5 u. À temperatura ambiente, o disprósio encontra-se no estado sólido. Faz parte do grupo das terras raras.
O disprósio é usado, em conjunto com o vanádio e outros elementos, como componente de materiais para lasers.
Este elemento foi identificado pela primeira vez em 1886, em Paris, pelo químico francês Paul Émile Lecoq de Boisbaudran.

## Características principais
O disprósio é um elemento terra rara que apresenta brilho metálico prateado e é relativamente estável no ar em temperatura ambiente, porém se dissolve em ácidos minerais diluídos ou concentrados com liberação de hidrogênio, isto é, oxidando-se. É macio o bastante para ser cortado com uma faca, e pode ser processado com máquinas sem emitir faíscas, evitando o superaquecimento. As características do disprósio podem ser muito afetadas por pequenas quantidades de impurezas.

## Aplicações
O disprósio é usado, em conjunto com o vanádio e outros elementos, como componente de materiais para lasers. Sua alta secção eficaz de absorção de nêutrons térmicos e seu alto ponto de fusão sugerem sua utilidade para uso em barras de controle nuclear. Um óxido misto de disprósio e níquel forma materiais que absorvem os nêutrons, não se contraem e não se dilatam sob bombardeio prolongado de nêutrons, por isso usado para barras de esfriamento em reatores nucleares. Alguns calcogênios de disprósio e cádmio são fontes de radiação infravermelha para o estudo de reações químicas. O disprósio também é usado para a fabricação de discos compactos.

## História
O disprósio foi identificado pela primeira vez em 1886, em Paris, pelo químico francês Paul Émile Lecoq de Boisbaudran; entretanto, o elemento foi isolado na forma relativamente pura somente após o desenvolvimento, por Spedding, das técnicas de troca iônica e redução metalográfica, na década de 1950. O nome disprósio é derivado do grego dysprositos, que significa difícil de atingir.

## Ocorrência e obtenção
O disprósio nunca é encontrado como elemento livre, porém encontrado em muitos minerais , incluindo xenótimo, fergusonita, gadolinita, euxenita, policrase, blomstrandina, monazita e bastnasita, frequentemente com o érbio, hólmio ou outros elementos terras raras.
A principal fonte de disprósio é a euxenita, porém também é obtido como subproduto do processamento da monazita.

## Compostos
Quase todos os compostos do disprósio apresentam estado de oxidação +3, e são altamente paramagnéticos. Os principais compostos são:
Fluoretos (DyF3), Cloretos (DyCl2 e DyCl3), Brometos (DyBr2 e DyBr3), Iodetos (DyI2 e DyI3), òxidos (Dy2O3), Sulfetos (Dy2S3) e Nitretos (DyN).

## Isótopos
O disprósio natural é composto por 7 isótopos estáveis, 156-Dy, 158-Dy, 160-Dy, 161-Dy, 162-Dy, 163-Dy e 164-Dy, sendo o 164-Dy o mais abundante (abundância natural de 28,18%).
28 radioisótopos foram caracterizados, sendo os mais estáveis o 154-Dy com uma meia-vida de 3.106 anos, 159-Dy com meia-vida de 144,4 dias, e o 166-Dy com uma meia-vida de 81,6 horas. Todos os isótopos radioativos restantes tem meias-vida abaixo de 10 horas, e a maioria destes com meias-vida menos de 30 segundos. Este elemento tem também 5 metaestáveis, sendo os mais estáveis o 165m-Dy (meia-vida de 1,257 minutos), 147m-Dy (t½ 55,7 segundos) e 145m-Dy (t½ 13,6 segundos).
O primeiro modo de decaimento antes do isótopo estável mais abundante, 164-Dy, é a captura eletrônica, e o primeiro modo de decaimento após este estável é a emissão beta menos. Os primeiros produtos de decaimento antes do 164-Dy são os isótopos de térbio, e os primeiros produtos após são os isótopos de hólmio.

## Precauções
Da mesma maneira que ocorre com os outros lantanídios, os compostos de disprósio apresentam de baixa a moderada toxicidade, embora a sua toxicidade não tenha sido investigada. Não se conhece nenhuma ação biológica deste elemento.